# Agar Garin Saka

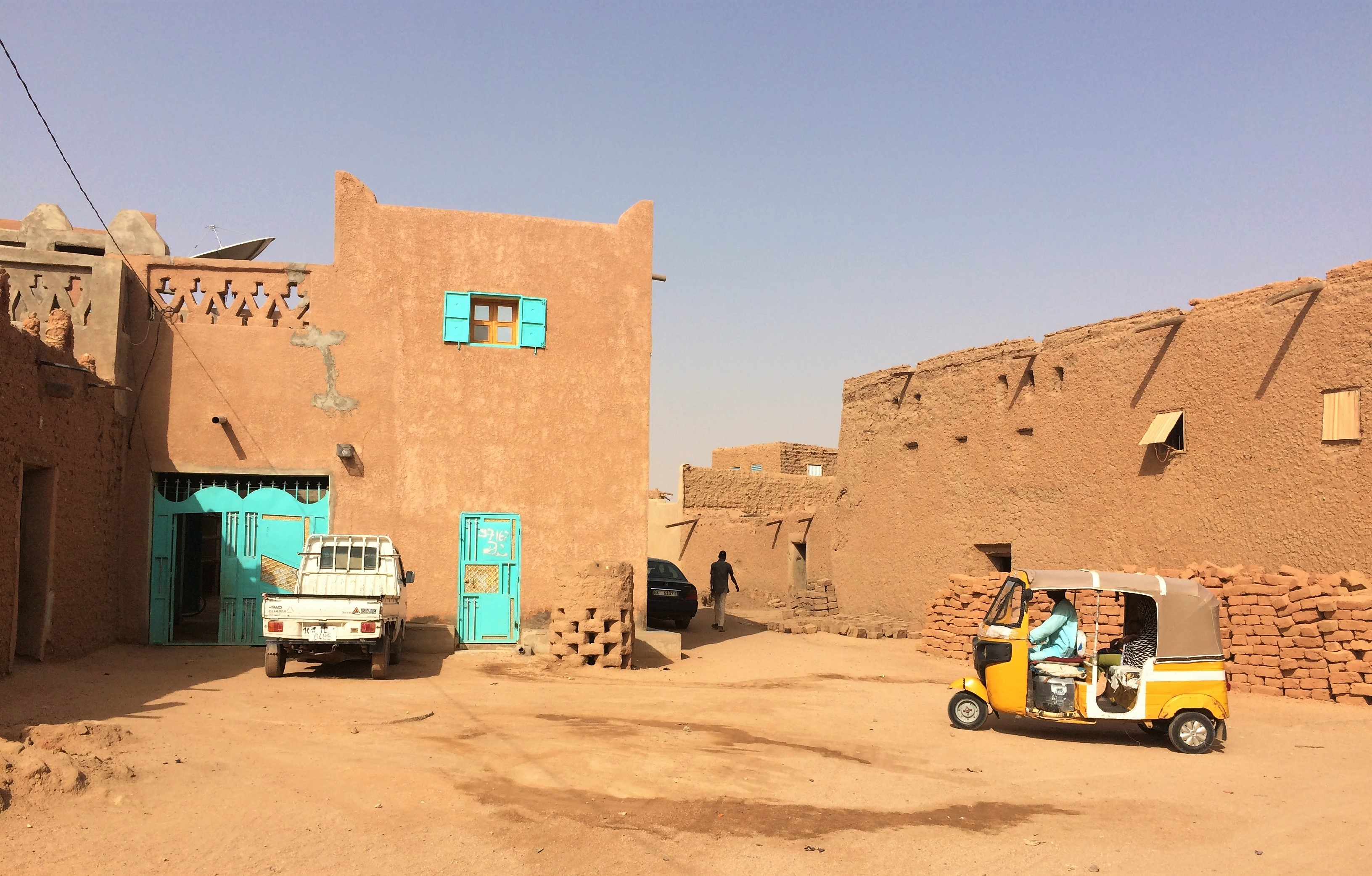
Straßenszene in Agar Garin Saka (2018)

Agar Garin Saka (auch: Agargari Saka, Agaruarinssaka) ist ein Stadtviertel von Agadez in Niger.
Agar Garin Saka ist eines der elf historischen Stadtviertel der zum UNESCO-Welterbe zählenden Altstadt von Agadez, in deren Zentrum es liegt. Die angrenzenden Altstadtviertel sind Hougbéry im Nordwesten, Akanfaya im Norden, Oumourdan Magass im Nordosten, Oumourdan Nafala im Südosten und Angoual Bayi im Südwesten.
Der Ortsname bedeutet „Platz der jungen Kamele“. Die Bevölkerung untersteht dem Gonto von Agar Garin Saka, einem traditionellen Ortsvorsteher, der als Mittelsmann zwischen dem Sultan von Agadez und den Einwohnern auftritt.
Bei der Volkszählung 2012 hatte Agar Garin Saka 530 Einwohner, die in 96 Haushalten lebten. Bei der Volkszählung 2001 betrug die Einwohnerzahl 1011 in 161 Haushalten und bei der Volkszählung 1988 belief sich die Einwohnerzahl auf 668 in 94 Haushalten.